# NGC 3309
NGC 3309 је елиптична галаксија у сазвежђу Хидра која се налази на NGC листи објеката дубоког неба.
Деклинација објекта је - 27° 31' 3" а ректасцензија 10h 36m 35,7s. Привидна величина (магнитуда) објекта NGC 3309 износи 11,6 а фотографска магнитуда 12,6. Налази се на удаљености од 53,902 милиона парсека од Сунца. NGC 3309 је још познат и под ознакама ESO 501-36, MCG -4-25-34, AM 1034-271, PGC 31466.